# Корсары (серия игр)
«Корсары» — серия ролевых компьютерных игр российской компании «Акелла» о корсарах и пиратах XVII века.
В англоязычном мире игры серии «Корсары» обычно относят к серии Age of Pirates (с англ. — «Эпоха пиратов»). Кроме того, все игры часто называют Sea Dogs (с англ. — «Морские волки», «Морские псы» по англоязычному названию первой части).

## Игровой процесс
Действие первых игр серии происходит в середине XVII века в вымышленном районе «Архипелаг», расположенном в Карибском море. В поздних частях серии появляются уже реальные острова и территории Карибского моря.
В играх необходимо путешествовать, управляя пиратом или корсаром по морским просторам на корабле; действие также разворачивается на суше, где необходимо останавливаться для покупки товаров, взятия заданий (квестов). В некоторых играх серии, помимо заданий, которые берёт игрок, также присутствует основной сюжет.
Игра содержит характерные для игр класса RPG элементы, в том числе различные навыки и умения корабля и персонажа, которые можно развивать.

## Игры серии и дополнения
В скобках указаны названия, с которыми игры выходили за рубежом.
| Год  | Название                           | Название (зарубежное)                     | Разработчик                             | Описание |
| ---- | ---------------------------------- | ----------------------------------------- | --------------------------------------- | --- |
| 2000 | Корсары: Проклятье дальних морей   | Sea Dogs                                  | Акелла                                  | Первая игра серии. |
| 2003 | Пираты Карибского моря             | Pirates of the Caribbean                  | Акелла                                  | Разрабатывалась как «Корсары 2», позднее была приурочена к одноименному голливудскому фильму; иногда продавалась в России как «Корсары II: Пираты Карибского моря». |
| 2005 | Корсары III                        | Age of Pirates: Caribbean Tales           | Акелла                                  | Третья часть серии. |
| 2007 | Корсары III: Сундук мертвеца       | —                                         | Акелла                                  | Самостоятельное дополнение к «Корсары III». |
| 2007 | Корсары: Возвращение легенды       | Corsairs: Return of the Legend            | Seaward.Ru, Акелла                      | Самостоятельная игра, созданная на основе «Корсары III» и мода для «ПКМ» — «Возвращение морской легенды», студией Seaward.Ru, совместно с «Акеллой». |
| 2007 | Корсары: Город потерянных кораблей | Age of Pirates 2: City of Abandoned Ships | Seaward.Ru, Акелла                      | Самостоятельная игра, на основе «Возвращение легенды». |
| 2008 | Корсары Онлайн                     | Pirates of the Burning Sea                | Flying Lab Software                     | MMORPG сторонней компании, запущена и локализована «Акеллой» для российского рынка как «Корсары Онлайн». |
| 2012 | Корсары: Каждому своё              | Sea Dogs: To Each His Own                 | BlackMark Studio (при участии «Акеллы») | Игра основана на одноименном моде для «Города потерянных кораблей» и разработана его авторами, которые объединились в студию BlackMark, при поддержке «Акеллы». Позднее вышел ряд аддонов: The Caleuche (2013), The Final Lesson (2016), Flying the Jolly Roger (2016), Hero of the Nation (2017), Happily Ever After (2020). |
| 2024 | Caribbean Legend                   | Caribbean Legend                          | BlackMark Studio                        | Самостоятельная игра, ремастер и переосмысление Sea Dogs: To Each His Own. Имеет также бесплатную версию, названную Caribbean Legend: Sandbox. |
| 2024 | Seaward Pirates                    | Seaward Pirates                           | Seaward.Ru                              | Ремастер игры Пираты Карибского Моря, включающий в себя аддон Возвращение Морской Легенды. |

### Отменённые
- Корсары 4 (разработчики: «Акелла» и Seaward.Ru)
- Корсары: Чёрная метка

### Связанные
- 2007 — Головорезы: Корсары XIX века (англ. Swashbucklers: Blue vs Grey) (разработчик: «Акелла»)